# Giovanni Battista Sammartini
Giovanni Battista Sammartini (ur. ok. 1698 (1700?) w Mediolanie, zm. 15 stycznia 1775  tamże) – włoski kompozytor, organista, kapelmistrz i nauczyciel. 
Był organistą katedralnym i kapelmistrzem w Mediolanie. Wśród jego uczniów znalazł się m.in. Ch.W. Gluck.
Tworzył symfonie (ponad 70), opery (dwie), koncerty (przede wszystkim skrzypcowe), sonaty, muzykę kameralną i kościelną. Jego dzieła, szczególnie symfonie, znamionują nadejście klasycyzmu; Sammartini wykształcił cykl sonatowy i nowy styl instrumentacji pokrewny stylowi szkoły mannheimskiej. Już w roku 1734 pisał 4-częściowe symfonie. Technika rozwijania tematów muzycznych przez Sammartiniego zapowiada twórczość Haydna i Mozarta. Wczesne jego kompozycje pisane były w celach liturgicznych.
Utwory Sammartiniego są uporządkowane albo według numeru opusowego, jaki uzyskały za życia kompozytora, albo według katalogu J-C (Jenkins-Churgin).
Giovanni Battista Sammartini jest często mylony ze swoim bratem, Giuseppe, również kompozytorem (1695-1750), o podobnym dorobku oraz inicjale pierwszego imienia (G.).

## Twórczość
- Opery
  - Memet, J-C 88 (Lodi, 1732)
  - L’ambizione superata dalla virtù, J-C 89 (Mediolan, 1734)
  - L’Agrippina, moglie do Tiberio, J-C 90 (Mediolan, 1743)

- Sonaty
  - na organy
  - na wiolonczelę
  - na skrzypce
  - na flet
  - Sonaty triowe (np. na flet, skrzypce i basso continuo)

- Koncerty
  - na wiolonczelę i piccolo
  - na flet
  - na skrzypce

- Symfonie
  - około 70

## Nagrania
1. Giovanni Battista Sammartini – Concertos & Overtures – Les Muffatti  - dyr. Peter van Heyghen, Ramee, 2011, CD, DDD.